# WWHL 2006/07
Die Saison 2006/07 war die dritte Spielzeit der Western Women’s Hockey League (WWHL), einer der beiden höchsten kanadischen Spielklassen im Fraueneishockey in den westlichen Provinzen Alberta und British Columbia. Die Calgary Oval X-Treme dominierten die Saison, blieben im gesamten Saisonverlauf ungeschlagen und besiegten im Meisterschaftsfinale die Minnesota Whitecaps mit 7:1. Damit sicherten sie sich den dritten Meistertitel in Folge in der WWHL.

## Teilnehmer
An der dritten Austragung der WWHL nahmen die gleichen fünf Mannschaften wie in der Vorsaison teil. Darüber hinaus wurden die im März 2006 gegründeten Strathmore Rockies als Erweiterungsteam aufgenommen, das in der Saison 2006/07 ausschließlich Freundschaftsspiele austrug. Vor Saisonbeginn einigten sich die Vertreter der WWHL mit der NWHL auf eine Restrukturierung der beiden Ligen, wobei die WWHL als Western Division der landesweiten NWHL ausgespielt werden sollte. Letztlich scheiterte dieses Unterfangen, da die beiden Ligen sich nicht auf einen gemeinsamen Zeitplan und Modus für die Meisterschaft einigen konnten.
| Team                      | Standort                  | Gründung | Spielstätte                    |
| ------------------------- | ------------------------- | -------- | ------------------------------ |
| British Columbia Breakers | Langley, British Columbia | 2004     | Aldergrove Arena               |
| Calgary Oval X-Treme      | Calgary, Alberta          | 1995     | Olympic Oval                   |
| Edmonton Chimos           | Edmonton, Alberta         | 1973     | River Cree Twin Arenas         |
| Saskatchewan Prairie Ice  | Lumsden, Saskatchewan     | 2003     | verschiedene                   |
| Minnesota Whitecaps       | Minnesota & Saint Paul    | 2004     | verschiedene                   |
| Strathmore Rockies        | Strathmore, Alberta       | 2006     | Strathmore Family Center Arena |

## Reguläre Saison
Die reguläre Saison begann am 13. Oktober 2006 und endete am 25. Februar 2007. Insgesamt absolvierte jede Mannschaft 24 Spiele, wobei die Zwei-Punkt-Regel zur Anwendung kam.

### Tabelle
| Pl. | Mannschaft                | Sp | S  | U | N  | Tore    | Punkte |
| --- | ------------------------- | -- | -- | - | -- | ------- | ------ |
| 1.  | Calgary Oval X-Treme      | 24 | 23 | 1 | 0  | 172:024 | 46     |
| 2.  | Edmonton Chimos           | 24 | 15 | 1 | 8  | 088:063 | 31     |
| 3.  | Minnesota Whitecaps       | 24 | 13 | 1 | 9  | 074:064 | 28     |
| 4.  | British Columbia Breakers | 24 | 8  | 0 | 15 | 071:121 | 17     |
| 5.  | Saskatchewan Prairie Ice  | 24 | 0  | 2 | 22 | 031:164 | 2      |

Abkürzungen: Pl. = Platz, Sp = Spiele, S = Siege, U = Unentschieden, N = Niederlagen

Erläuterungen: Für das Finalturnier qualifiziert

### Statistik

#### Beste Scorerinnen
Quelle: esportsdesk.com; Abkürzungen: Sp = Spiele, T = Tore, V = Assists, Pkt = Punkte, SM = Strafminuten; Fett: Saisonbestwert
| Spieler             | Mannschaft       | Sp | T  | V  | Pkt | SM |
| ------------------- | ---------------- | -- | -- | -- | --- | -- |
| Rebecca Russell     | Calgary          | 24 | 20 | 32 | 52  | 4  |
| Hayley Wickenheiser | Calgary          | 14 | 27 | 21 | 48  | 16 |
| Kaley Hall          | Calgary          | 22 | 15 | 24 | 39  | 54 |
| Colleen Sostorics   | Calgary          | 20 | 15 | 21 | 36  | 31 |
| Karen Thatcher      | British Columbia | 21 | 15 | 17 | 32  | 18 |
| Danielle Bourgeois  | Edmonton         | 19 | 13 | 19 | 32  | 8  |
| Gina Kingsbury      | Calgary          | 19 | 11 | 20 | 31  | 8  |
| Kristen Hagg        | Edmonton         | 24 | 10 | 20 | 30  | 15 |
| Meagan Walton       | Calgary          | 21 | 7  | 23 | 30  | 8  |
| Jeni Creary         | Calgary          | 14 | 16 | 13 | 29  | 10 |
| Danielle Goyette    | Calgary          | 10 | 9  | 17 | 26  | 18 |

#### Beste Torhüterinnen
Quelle: esportsdesk.com; Abkürzungen: Sp = Spiele, Min = Eiszeit (in Minuten), S = Siege, U = Unentschieden, N = Niederlagen, GT = Gegentore, SO = Shutouts, GTS = Gegentorschnitt, SVS = Gehalten Schüsse, Sv% = Fangquote; Fett: Saisonbestwert
| Spieler        | Mannschaft       | Sp | Min  | S  | U | N  | GT | GTS  | SaT | SVS | Sv%  | SO |
| -------------- | ---------------- | -- | ---- | -- | - | -- | -- | ---- | --- | --- | ---- | -- |
| Amanda Tapp    | Calgary          | 10 | 557  | 10 | 0 | 0  | 4  | 0,43 | 143 | 139 | 97,2 | 7  |
| Ali Boe        | Calgary          | 12 | 702  | 10 | 0 | 1  | 30 | 2,56 | 257 | 227 | 88,3 | 4  |
| Sanya Sandahl  | Minnesota        | 8  | 431  | 5  | 0 | 3  | 19 | 2,65 | 209 | 190 | 90,9 | 2  |
| Keely Brown    | Edmonton         | 9  | 540  | 5  | 0 | 4  | 24 | 2,67 | 266 | 242 | 91,0 | 1  |
| Lara Smart     | Edmonton         | 11 | 665  | 5  | 1 | 4  | 31 | 2,80 | 406 | 375 | 92,4 | 2  |
| Shari Vogt     | Minnesota        | 13 | 648  | 6  | 0 | 4  | 32 | 2,96 | 349 | 317 | 90,8 | 1  |
| Jennifer Price | British Columbia | 21 | 1101 | 6  | 0 | 11 | 82 | 4,47 | 821 | 739 | 90,0 | 2  |
| Robin Petkau   | Saskatchewan     | 9  | 539  | 0  | 0 | 8  | 59 | 6,57 | 407 | 348 | 85,5 | 0  |

## Finalturnier
Das Finalturnier der WWHL wurde vom 2. bis 4. März 2007 in der Jim Lind Arena in Kelowna, Saskatchewan, ausgetragen.
Am ersten Turniertag trafen zunächst die beiden punktbesten Teams der regulären Saison auf die beiden schlechteren. Dabei spielte der Erste gegen den Vierten und der Zweite gegen den Dritten. Am zweiten Turniertag bestritten die beiden Sieger dann ein weiteres Spiel gegen die andere unterlegene Mannschaft des Vortags.

### Vorrunde
| 2. März 2007 12:30 Uhr (Ortszeit) | Calgary Oval X-Treme | 10:1 (5:0, 2:0, 3:1) Spielbericht | Edmonton Chimos | Jim Lind Arena, Kelowna Zuschauer: k. A. |

| 2. März 2007 20:05 Uhr | Minnesota Whitecaps | 7:1 (5:0, 1:0, 1:1) Spielbericht | British Columbia Breakers | Jim Lind Arena, Kelowna Zuschauer: k. A. |

| 3. März 2007 10:30 Uhr | Calgary Oval X-Treme | 11:0 (7:0, 4:0, 0:0) Spielbericht | British Columbia Breakers | Jim Lind Arena, Kelowna Zuschauer: k. A. |

| 3. März 2007 20:10 Uhr | Edmonton Chimos | 1:4 (0:1, 1:1, 0:2) Spielbericht | Minnesota Whitecaps | Jim Lind Arena, Kelowna Zuschauer: k. A. |

### Finale
| 4. März 2007 11:00 Uhr (Ortszeit) | Calgary Oval X-Treme M. Dupuis (5:40) D. Goyette (7:46) D. Goyette (26:15) G. Kingsbury (36:59) D.Goyette (46:52) R. Russell (53:42) R. Russell (55:54) | 7:1 (2:1, 2:0, 3:0) Spielbericht | Minnesota Whitecaps R. Zimmerman (6:51) | Jim Lind Arena, Kelowna Zuschauer: k. A. |

### WWHL-Champions-Cup-Sieger
| WWHL-Champions-Cup-Sieger Calgary Oval X-Treme | Torhüterinnen: Ali Boe, Amanda Tapp Verteidigerinnen: Correne Bredin, Delaney Collins, Gillian Ferrari, Jocelyn Larocque, Carla MacLeod, Colleen Sostorics Angreiferinnen: Monica Dupuis, Laura Fridfinnson, Danielle Goyette, Kaley Hall, Gina Kingsbury, Chantal Larocque, Rebecca Russell, Meagan Walton, Hayley Wickenheiser Trainerstab: Tomas Pacina, Steve Carlyle, Bart Doan |

### Statistik

#### Beste Scorerinnen
Abkürzungen: Sp = Spiele, T = Tore, V = Assists, Pkt = Punkte, SM = Strafminuten; Fett: Saisonbestwert
| Spieler             | Mannschaft | Sp | T | V | Pkt | SM |
| ------------------- | ---------- | -- | - | - | --- | -- |
| Danielle Goyette    | Calgary    | 3  | 8 | 4 | 12  | 2  |
| Hayley Wickenheiser | Calgary    | 3  | 4 | 8 | 12  | 2  |
| Gina Kingsbury      | Calgary    | 3  | 4 | 7 | 11  | 4  |
| Kristin King        | Minnesota  | 3  | 3 | 2 | 5   | 4  |
| Rebecca Russell     | Calgary    | 3  | 3 | 2 | 5   | 0  |
| Brooke White        | Minnesota  | 3  | 3 | 2 | 5   | 2  |
| Natalie Darwitz     | Minnesota  | 3  | 2 | 3 | 5   | 2  |

#### Beste Torhüterinnen
Abkürzungen: Sp = Spiele, Min = Eiszeit (in Minuten), S = Siege, N = Niederlagen, GT = Gegentore, SO = Shutouts, GTS = Gegentorschnitt, SVS = Gehalten Schüsse, Sv% = Fangquote; Fett: Saisonbestwert
| Spieler            | Mannschaft       | Sp | Min | S | N | GT | GTS  | SaT | SVS | Sv%  | SO |
| ------------------ | ---------------- | -- | --- | - | - | -- | ---- | --- | --- | ---- | -- |
| Megan van Beusekom | Minnesota        | 1  | 60  | 1 | 0 | 1  | 1,00 | 28  | 27  | 96,4 | 0  |
| Sanya Sandahl      | Minnesota        | 1  | 60  | 1 | 0 | 1  | 1,00 | 17  | 16  | 94,1 | 0  |
| Amanda Tapp        | Calgary          | 2  | 120 | 2 | 0 | 2  | 1,00 | 29  | 27  | 93,1 | 0  |
| Lara Smart         | Edmonton         | 2  | 80  | 0 | 2 | 9  | 6,75 | 53  | 44  | 83,0 | 0  |
| Jennifer Price     | British Columbia | 2  | 90  | 0 | 2 | 13 | 8,67 | 130 | 117 | 90,0 | 0  |

## Auszeichnungen

### Spielertrophäen
- Offensive player of the year: Hayley Wickenheiser[1] (Calgary Oval X-Treme)
- Defensive Player of the year:  Winny Brodt (Minnesota Whitecaps)
- Most Valuable Player: Natalie Darwitz (Minnesota Whitecaps)

### All-Star-Team
| WWHL Tournament All-star Team |                                                      |
| Angriff:                      | Natalie Darwitz – Kristin King – Hayley Wickenheiser |
| Verteidigung:                 | Colleen Sostorics – Chelsey Brodt                    |
| Tor:                          | Jennifer Price                                       |